# Vance-terv

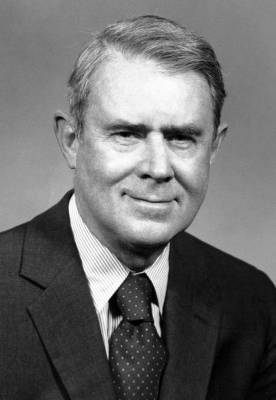
Cyrus Vance, a Vance-terv kidolgozója

A Vance-terv egy béketerv volt, amelyet az Egyesült Államok volt külügyminisztere, Cyrus Vance tárgyalásokkal alkotott meg 1991 novemberében a horvátországi háború alatt. Vance akkoriban az Egyesült Nemzetek Szervezete főtitkárának különmegbízottja volt, és a tárgyalások során Herbert Okun amerikai diplomata segítette. A terv a tűzszünet végrehajtását, Horvátország a horvátországi szerbek és a Jugoszláv Néphadsereg (JNA) ellenőrzése alatt álló részeinek demilitarizálását, a menekültek visszatérésének lehetővé tételét, valamint a Jugoszlávia felbomlásából eredő konfliktus végleges politikai rendezéséről szóló tárgyalások kedvező feltételeinek megteremtését tűzte ki célul. 
A Vance-terv két megállapodásból állt. Az első, Genfi megállapodás néven ismert megállapodást Veljko Kadijević jugoszláv védelmi miniszter, Slobodan Milošević szerb elnök és Franjo Tuđman horvát államfő írta alá a svájci Genfben, 1991. november 23-án. Mivel az akkor megkötött tűzszünet nem tartották be, a további tárgyalások eredményeként megszületett az 1992. január 2-i végrehajtási megállapodás. A végrehajtási megállapodás, amelyet a bosznia-hercegovinai Szarajevóban írt alá Andrija Rašeta alezredes és Gojko Šušak horvát védelmi miniszter, hosszabb ideig tartó tűzszünetet hozott létre, amelyet az Egyesült Nemzetek Védelmi Erői (UNPROFOR) felügyeltek. A Vance-terv fennmaradó fő szempontjait a feleknek nem sikerült maradéktalanul végrehajtaniuk.

## Előzmények
1990 augusztusában a rönkforradalom néven ismert felkelés zajlott le Horvátországban, melynek középpontjában Knin városa és a dalmát hátország túlnyomórészt horvátországi szerbek által lakott területei, a Lika, a Kordun és Banovina régiók, valamint kelet-horvátországi, jelentős szerb lakossággal rendelkező települések voltak. Ezeket a területeket később Krajinai Szerb Köztársaságnak (RSK) nyilvánították. Miután az RSK bejelentette csatlakozási szándékát Szerbiához, Horvátország kormánya az RSK-t lázadó szervezetté nyilvánította. 1991 márciusára a konfliktus eszkalálódott, ami a horvátországi függetlenségi háborút eredményezte. 1991 júniusában Horvátország kikiáltotta függetlenségét és Jugoszlávia felbomlott. A felek három hónapos moratóriumot kötöttek Horvátország és az RSK függetlenségi nyilatkozatára, de mindkét nyilatkozat október 8-án lépett hatályba.
Mivel a Jugoszláv Néphadsereg (Jugoslovenska Narodna Armija - JNA) egyre inkább támogatta az RSK-t, és a horvát rendőrség már nem tudott megbirkózni a helyzettel 1991 májusában megalakult Horvát Nemzeti Gárda (Zbor narodne garde - ZNG). Ugyanezen év novemberében a ZNG-t Horvát Hadsereg (Hrvatska vojska - HV) névre keresztelték. A horvát hadsereg felállítását az ENSZ szeptemberben bevezetett fegyverembargója akadályozta. 1991 utolsó hónapjaiban zajlottak a háború leghevesebb harcai, melyek csúcspontja a laktanyacsata, Dubrovnik ostroma, és a vukovári csata voltak.

## A genfi megállapodás
A Vance-terv Cyrus Vance, az Amerikai Egyesült Államok korábbi külügyminisztere, majd az Egyesült Nemzetek Szervezete főtitkárának különmegbízottja diplomáciai küldetésének eredményeként jött létre. Vance segítői Herbert Okun amerikai diplomata és az Egyesült Nemzetek Szervezetének különleges politikai ügyekért felelős főtitkár-helyettese Marrack Goulding voltak. A Jugoszláviába küldött misszió a horvátországi háborús cselekmények 1991 végén történő lezárását célozta meg. A terv tűzszünetet, és a meghatározott területeken a civilek védelmét javasolta, amelyeket Egyesült Nemzetek Védelmi Erői (UNPROFOR) az ENSZ békefenntartó művelet keretében ellenőriztek volna Horvátországban.
A tervet először Szerbia elnökével, Slobodan Miloševićcsel ismertette. Milošević teljesen elfogadhatónak találta a tervet, és megígérte, hogy gondoskodni fog arról, hogy az RSK vezetése végül támogatni fogja azt. Milošević azért is támogatta a tervet, mert biztosította az 1991-es szerb területi vívmányok megőrzését, megtartotta a horvátországi szerb közigazgatást azon területeken, ahova a békefenntartókat küldenék, és lehetővé tette a JNA számára, hogy Bosznia-Hercegovinára helyezze a hangsúlyt. Vance ezután találkozott Veljko Kadijević jugoszláv védelmi miniszterrel, JNA tábornokkal, aki szintén támogatta a tervet, és ebben láthatóan Milošević sürgette őt. Miután a tervet Franjo Tuđman horvát elnök is elfogadta, Tuđman, Milošević és Kadijević a svájci Genfben, 1991. november 23-án aláírta a genfi egyezményt. Az egyezmény előfeltétele volt az ENSZ békefenntartó erői bevetésének. Az egyezmény négy rendelkezésből állt: a JNA laktanyák horvát blokádjának megszüntetése, a JNA személyi állományának és felszerelésének kivonása Horvátországból, a tűzszünet végrehajtása és a humanitárius segélyek szállításának megkönnyítése.
Az egyezményt aláíró felek megállapodtak az ENSZ békefenntartó missziójának horvátországi telepítésében is, amelyet később a jugoszláv kormány által előző napon benyújtott, a békefenntartók bevetésére vonatkozó hivatalos kérést követően, az ENSZ Biztonsági Tanácsának november 27-iki 721. számú határozata engedélyezett. A Vance-tervet az ENSZ Biztonsági Tanácsának 721. számú határozata értelmében az ENSZ főtitkárának december 11-én benyújtott jelentésének részeként, december 15-iki 724. határozatában hagyta jóvá az ENSZ Biztonsági Tanácsa. Ez az állásfoglalás megállapította, hogy a békefenntartók bevetéséhez szükséges feltételek még nem teljesültek. Ehelyett, miközben a harcok 1991-ben is folytatódtak, az ENSZ 50 összekötő tisztet küldött a küldetés előkészítésére..A JNA laktanyáinak blokádja a HV által ellenőrzött területen 1991 decemberéig érvényben maradt.
A találkozók utolsó tíznapos fordulójában Vance ideiglenes megállapodásként újabb, az ENSZ békefenntartóinak bevetésével és felügyeletével támogatott tűzszüneti megállapodást tárgyalt meg. A megállapodás végső akadálya akkor szűnt meg, amikor Tuđman december 25-én beleegyezett abba, hogy feloldja a HV által birtokolt területen fennmaradó JNA laktanyák blokádját. Ez megfelelt Kadijević a tűzszünet végrehajtásához megszabott feltételeinek, és Milošević december 31-én kijelentette, nincs kifogása a terv ellen.

## A végrehajtási megállapodás
A végleges megállapodás „Vance-terv”ként, „Végrehajtási megállapodás”ként, vagy „Szarajevói megállapodás” néven is ismert. Az ENSZ békefenntartó erők bevetését az tette lehetővé, hogy elfogadták, hogy a megállapodás nem jelent végleges politikai rendezést, és az ENSZ-misszió szerepének megjelölése révén lehetővé tette mindkét fél számára, hogy azt győzelemként jelentse be. Az RSK azt állította, hogy a helyzet lehetővé teszi az RSK intézményeinek fenntartását a végső politikai egyezség eléréséig, ezzel gyakorlatilag biztosítva, hogy az RSK működését a tárgyalások eredménye ne befolyásolja. A horvátok pedig ugyanezt úgy gondolták, hogy az ENSZ visszaadja az RSK által ellenőrzött területet a horvát fennhatóság alá, amit az ENSZ nem fog megkísérelni.

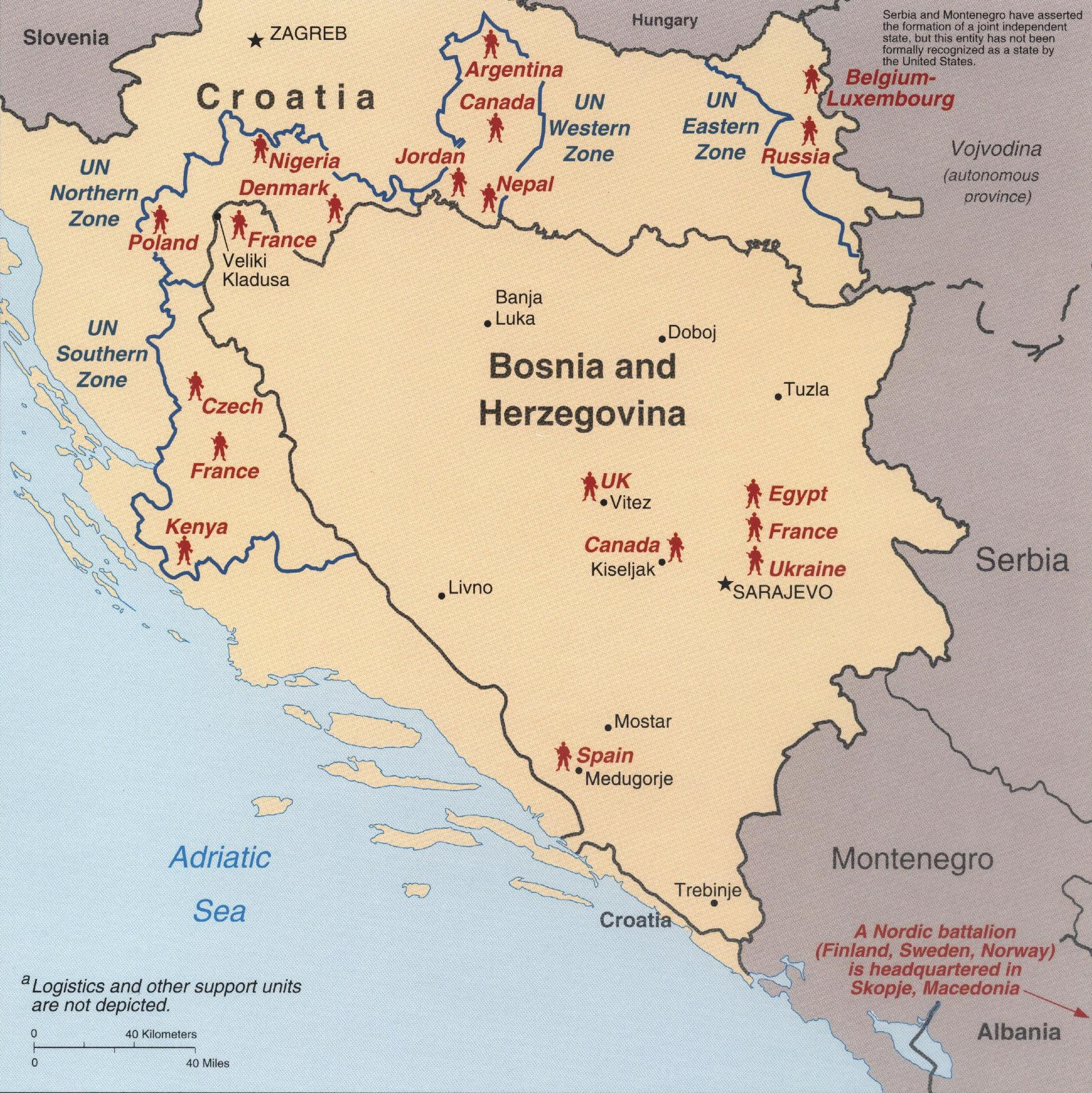
Az ENSZ békefenntartó erőinek elhelyezkedése a Vance-terv alapján

Négy órás tárgyalás után a horvát védelmi miniszter Gojko Šušak és a JNA 5. katonai körzetének parancsnok-helyettese Andrija Rašeta alezredes a bosznia-hercegovinai Szarajevóban, 1992. január 2-án aláírta a megállapodást. A horvát függetlenségi háború 1991. március 31-iki kezdete óta ez volt a 15. tűzszüneti megállapodás. A tűzszünet általában január 3-án, 18:00-kor lépett hatályba. A fő kivétel Dubrovnik térsége volt,  ahol a JNA Dubrovnik városa körül és a közeli Konavléban 1992 júliusáig tartotta meg állásait. Ezt a területet az ENSZ békefenntartó bevetési ütemtervében nem vették figyelembe. A Jugoszláv Haditengerészet január 4-én vonult visszaa Split melletti lorai haditengerészeti bázisról. A megállapodás ellenére január 5-én Imra Agotić vezérőrnagy, a ZNG parancsnoka a fegyverszünet 84 alkalommal történt megsértését állapította meg a szerb fél részéről. 1992. január 7-én a Jugoszláv Légierő lelőtte az Európai Közösségi Megfigyelő Missziójának egyik helikopterét. Másnap Kadijević lemondott védelmi miniszteri posztjáról, és helyére Blagoje Adžić vezérezredes került.
A Vance-terv célja az volt, hogy leállítsák a horvátországi harcokat, és a folyamatos ellenségeskedések hatása nélkül tegyék lehetővé a tárgyalások folytatását. Nem kínált előre politikai megoldást. A terv magában foglalta a 10 000 fős UNPROFOR bevetését az ENSZ védett területeiként (UNPA) kijelölt három nagy konfliktusterületre. A terv felsorolta azokat a konkrét településeket, amelyeket az egyes védelmi zónákba be kellett vonni, de mivel több települést csak részben kellett bevonni, az egyes zónák pontos határait nem határozták meg egyértelműen. Az egyes zónák pontos határainak meghatározását az előre kirendelt ENSZ összekötő tisztekre ruházták át, akiknek együtt kellett működniük az egyes területek hatóságaival. A zónák létrehozása Milošević és Tuđman tervének elfogadásához feltétlenül szükséges volt. A szerbek által uralt jugoszláviai hatóságok eredetileg a szerb és horvát területek közötti zónába kérték ENSZ haderő bevetését, tükrözve a szerbek azon vágyát, hogy békefenntartó erők biztosítsák a kialakult frontvonalakat, Horvátország viszont azt akarta, hogy az ENSZ-erőt nemzetközi határai mentén telepítsék. A zónák kialakítása formálisan mindkét fél elégedettségét elnyerte.
Az UNPROFOR feladatai voltak az ütközőzónák létrehozása a hadviselő felek között, a horvátországi szerb területvédelmi lefegyverzése, a JNA és a HV a zónákból való kivonulásának ellenőrzése, valamint a menekültek visszatérésének biztosítása ezekre a területekre. Az ENSZ-misszió jogi alapját az Egyesült Nemzetek Biztonsági Tanácsának 1992. február 21-iki 743. számú határozata határozta meg, amelyet 1991 novemberében az Egyesült Nemzetek Alapokmányának VI. és VII. fejezetére való kifejezett hivatkozás nélkül fogadtak el. Ehelyett az állásfoglalás az Egyesült Nemzetek Alapokmányának VIII. fejezetére hivatkozott, amely az ENSZ Biztonsági Tanácsána részére további felhatalmazását követően a regionális megállapodásokon vagy ügynökségein keresztüli végrehajtást irányoz elő.
Amikor az RSK elnöke Milan Babić megtagadta a terv jóváhagyását, Milošević Belgrádba hívatta, ahol a szövetségi elnökség szerb tagjai, a JNA parancsnokai és a boszniai szerb vezetők egy 70 órás megbeszélésen próbálták rávenni, hogy gondolja meg magát. Annak ellenére, hogy Babićot nem sikerült meggyőznie, Milošević elintézte, hogy az RSK parlamentje hagyja jóvá a tervet. Babić és Milošević hívei az RSK parlamentjének két különálló, egyidejű ülését szervezték meg, ahol mindkét csoport a maga győzelmét hirdette ki. Február 27-én Milošević beavatkozását követően Babićot leváltották az RSK elnöki posztjáról, helyére pedig Goran Hadžić került. Babić ellenezte a Vance-tervet, mert úgy vélte, hogy annak elfogadása és a JNA leváltása az UNPROFOR-ral egyet jelent a horvát szuverenitás „de facto” elfogadásával az RSK birtokában lévő terület felett, mivel a Vance-terv az RSK területét Horvátország részeként kezelte. Horvátország a védelmi zónákat Horvátország részének tekintette, és tiltakozott az RSK tisztségviselőinek hivatalos elismerése ellen. Attól tartott, hogy az RSK arra használja fel az ENSZ-missziót, hogy az UNPA-zónákon belül megszilárdítsa magát. A horvát hatóságok úgy ítélték meg, hogy a Vance-terv végrehajtásában csak a belgrádi hatóságok, az ENSZ és a horvát hatóságok az illetékesek.

## Következmények

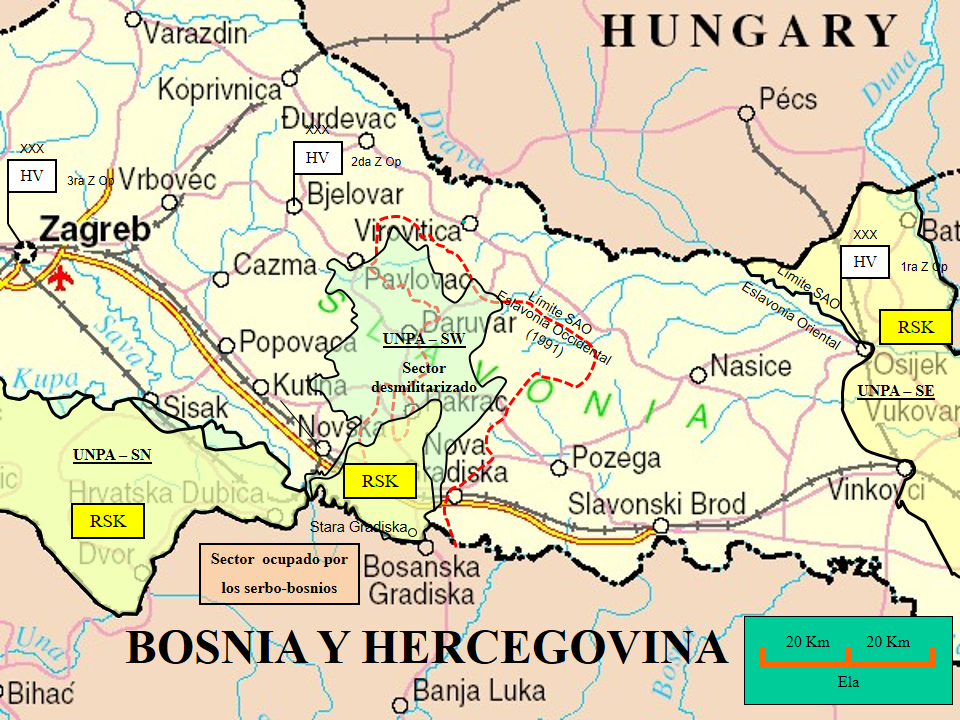
UNPA-zónák Szlavóniában

Annak ellenére, hogy a genfi megállapodás megkövetelte a JNA személyi állományának és felszerelésének azonnali kivonását Horvátországból, a JNA még hét-nyolc hónapig ott maradt. Amikor végül visszavonultak, felszerelésüket az RSK erőinek adták át. A január 2-iki tűzszünet lehetővé tette a JNA számára, hogy Kelet- és Nyugat-Szlavóniában a katonai összeomlás végéig megtartsa pozícióit. Szervezeti problémák és a korábbi tűzszüneti megállapodás megszegése miatt az UNPROFOR egységei csak 2008. március 8-án kezdtek a zónákba megérkezni, és a zónák ellenőrzésének teljes körű bevezetése további két hónapba telt. Annak ellenére, hogy az UNPROFOR 1993 januárjáig az RSK nehézfegyvereinek nagy részét az ENSZ és az RSK által közösen ellenőrzött tárolóhelyeken helyezte el, a békefenntartó erők nem tudták maradéktalanul teljesíteni a Vance-terv rájuk vonatkozó azon részeit, mint az RSK milícia lefegyverzése, a menekültek visszatérése, a polgári közigazgatás visszaállítása és az etnikailag vegyes rendőrség létrehozása. Az RSK katonaságát rendőrségnek nevezték át, miközben az ellenőrzése alatt álló területek etnikai tisztogatása ellenőrizetlenül folytatódott. Az UNPROFOR a rossz biztonsági feltételek miatt kénytelen volt megakadályozni a menekültek visszatérését. Nem tettek kísérletet etnikailag vegyes rendőrség létrehozására. Az UNPROFOR-nak sem sikerült eltávolítania az RSK erőket a kijelölt UNPA-zónákon kívüli azon területekről, amelyek a végrehajtási megállapodásban megszabott tűzszünet aláírásakor az RSK ellenőrzése alatt álltak. Ezeket a területeket, amelyekbe már a kezdetektől fogva vissza kellett volna vinni a horvát igazgatást, később „rózsaszín zónáknak” nevezték el. A Vance-terv végrehajtása ezen aspektusának kudarca a rózsaszín zónákat a Horvátország és az RSK közötti súrlódások fő forrásává tette.
1993-ban Horvátország, hogy elérje a jelentősebb helyi célokat és felkeltse a nemzetközi figyelmet, több kis léptékű katonai műveletet indított az RSK ellen, mivel attól tartott, hogy a kialakult helyzet állandósulhat. Válaszul az RSK katonasága kihozta a már lefoglalt fegyvereit az ENSZ erők által ellenőrzött tárolóhelyekről, meghiúsítva ezzel az UNPROFOR egyetlen jelentős sikerét. 1995 márciusában az UNPROFOR erői befejezték küldetésüket, majd Richard Holbrookenak, az Egyesült Államok nagykövetének erőfeszítései eredményeként új mandátummal megkezdődött az Egyesült Nemzetek Szervezetének bizalomhelyreállító művelete Horvátországban. Még ugyanebben az évben, amint azt Babić, amikor 1991-ben ellenezte a Vance-tervet már előre látott, a Vihar és a Villám hadműveletek során a Horvát Hadsereg az RSK által ellenőrzött terület nagy részét visszafoglalta. A többi az RSK birtokában lévő területek nagy részét Horvátország a daytoni megállapodást is létrehozó béketárgyalások során a horvát és a szerb hatóságok között 1995. november 12-én megkötött erdődi megállapodás után nyerte vissza.

## Fordítás
Ez a szócikk részben vagy egészben  a   Vance plan című angol Wikipédia-szócikk ezen változatának fordításán alapul.  Az eredeti cikk szerkesztőit annak laptörténete sorolja fel. Ez a jelzés csupán a megfogalmazás eredetét és a szerzői jogokat jelzi, nem szolgál a cikkben szereplő információk forrásmegjelöléseként.